# Oliver Skipp
Oliver William Skipp (Welwyn Garden City, 16 settembre 2000) è un calciatore inglese, centrocampista del Leicester City e della nazionale Under-21 inglese.

## Caratteristiche tecniche
È un mediano difensivo, dotato di buon dinamismo, si dimostra duttile tatticamente, dato che può arretrare il suo raggio d'azione giocando occasionalmente anche sulla linea dei difensori.

## Carriera

### Club
Cresciuto calcisticamente nel settore giovanile del Tottenham, ha esordito fra i professionisti il 31 ottobre 2018 disputando l'incontro di EFL Cup vinto per 3-1 in trasferta contro il West Ham Utd. Il 5 dicembre successivo, fa il suo esordio anche in Premier League entrando nei minuti finali al posto di Kieran Trippier, nella gara vinta per 3-1 in casa contro il Southampton. Il 6 novembre 2019 fa il suo esordio con la maglia degli Spurs in Champions League, entrando al 86º al posto di Giovani Lo Celso, nella partita vinta per 4-0 in trasferta contro la Stella Rossa.
Il 17 agosto 2020 viene ceduto in prestito al Norwich City.
Il 19 agosto 2024 viene acquistato a titolo definitivo dal Leicester City.

### Nazionale
Compie tutta la trafila delle selezioni giovanili inglesi, Under-16, Under-17 ed Under-18 inglese. Nell'agosto del 2019 viene convocato nella nazionale Under-21 inglese, senza scendere in campo. Tuttavia l'11 ottobre successivo, ha fatto il suo esordio, nell'amichevole disputata contro i pari età della Slovenia, entrando al 62º minuto al posto di Phil Foden. Sempre con l'Under-21 nel 2021 ha partecipato agli Europei di categoria.

## Statistiche

### Presenze e reti nei club
Statistiche aggiornate al 5 maggio 2024.
| Stagione         | Squadra          | Campionato       | Campionato | Campionato | Coppe nazionali | Coppe nazionali | Coppe nazionali | Coppe continentali | Coppe continentali | Coppe continentali | Altre coppe | Altre coppe | Altre coppe | Totale | Totale | Totale |
| Stagione         | Squadra          | Comp             | Pres       | Reti       | Comp            | Pres            | Reti            | Comp               | Pres               | Reti               | Comp        | Pres        | Reti        | Pres   | Reti   |        |
| ---------------- | ---------------- | ---------------- | ---------- | ---------- | --------------- | --------------- | --------------- | ------------------ | ------------------ | ------------------ | ----------- | ----------- | ----------- | ------ | ------ | ------ |
| 2018-2019        | Tottenham        | PL               | 8          | 0          | FACup+CdL       | 2+2             | 0               | UCL                | -                  | -                  | -           | -           | -           | 12     | 0      |        |
| 2019-2020        | Tottenham        | PL               | 7          | 0          | FACup+CdL       | 1+1             | 0               | UCL                | 2                  | 0                  | -           | -           | -           | 11     | 0      |        |
| 2020-2021        | Norwich City     | FLC              | 45         | 1          | FACup+CdL       | 2+0             | 0               | -                  | -                  | -                  | -           | -           | -           | 47     | 1      |        |
| 2021-2022        | Tottenham        | PL               | 18         | 0          | FACup+CdL       | 1+5             | 0               | UECL               | 4                  | 0                  | -           | -           | -           | 28     | 0      |        |
| 2022-2023        | Tottenham        | PL               | 23         | 1          | FACup+CdL       | 3+1             | 0               | UCL                | 4                  | 0                  | -           | -           | -           | 31     | 1      |        |
| 2023-2024        | Tottenham        | PL               | 21         | 0          | FACup+CdL       | 2+1             | 0+0             | -                  | -                  | -                  | -           | -           | -           | 24     | 0      |        |
| Totale Tottenham | Totale Tottenham | Totale Tottenham | 77         | 1          |                 | 19              | 0               |                    | 10                 | 0                  |             | -           | -           | 106    | 1      |        |
| 2024-2025        | Leicester City   | PL               | -          | -          | FACup+CdL       | -               | -               | -                  | -                  | -                  | -           | -           | -           | -      | -      |        |
| Totale carriera  | Totale carriera  | Totale carriera  | 122        | 2          |                 | 21              | 0               |                    | 10                 | 0                  |             | -           | -           | 153    | 2      |        |

### Cronologia presenze e reti in nazionale
| Cronologia completa delle presenze e delle reti in nazionale ― Inghilterra under 21 | Cronologia completa delle presenze e delle reti in nazionale ― Inghilterra under 21 | Cronologia completa delle presenze e delle reti in nazionale ― Inghilterra under 21 | Cronologia completa delle presenze e delle reti in nazionale ― Inghilterra under 21 | Cronologia completa delle presenze e delle reti in nazionale ― Inghilterra under 21 | Cronologia completa delle presenze e delle reti in nazionale ― Inghilterra under 21 | Cronologia completa delle presenze e delle reti in nazionale ― Inghilterra under 21 | Cronologia completa delle presenze e delle reti in nazionale ― Inghilterra under 21 |
| Data                                                                                | Città                                                                               | In casa                                                                             | Risultato                                                                           | Ospiti                                                                              | Competizione                                                                        | Reti                                                                                | Note                                                                                |
| ----------------------------------------------------------------------------------- | ----------------------------------------------------------------------------------- | ----------------------------------------------------------------------------------- | ----------------------------------------------------------------------------------- | ----------------------------------------------------------------------------------- | ----------------------------------------------------------------------------------- | ----------------------------------------------------------------------------------- | ----------------------------------------------------------------------------------- |
| 11-10-2019                                                                          | Maribor                                                                             | Slovenia under 21                                                                   | 2 – 2                                                                               | Inghilterra under 21                                                                | Amichevole                                                                          | -                                                                                   | 62’ 85’                                                                             |
| 15-10-2019                                                                          | Milton Keynes                                                                       | Inghilterra under 21                                                                | 5 – 0                                                                               | Austria under 21                                                                    | Qual. Europeo Under-21 2021                                                         | -                                                                                   | 74’                                                                                 |
| 19-11-2019                                                                          | Doetinchem                                                                          | Paesi Bassi under 21                                                                | 2 – 1                                                                               | Inghilterra under 21                                                                | Amichevole                                                                          | -                                                                                   |                                                                                     |
| Totale                                                                              |                                                                                     | Presenze                                                                            | 3                                                                                   |                                                                                     | Reti                                                                                | 0                                                                                   |                                                                                     |

## Palmarès

### Club
- Campionato inglese di seconda divisione: 1

Norwich City: 2020-2021

### Nazionale
- Campionato d'Europa Under-21: 1

Romania-Georgia 2023